# ياغرا
ياغرا (بالإنجليزية: Yagra)‏ هي منطقة سكنية تقع في الصين في أزمة التبت والصين. يقدر عدد سكانها بـ
- نسمة .